# Saison 14 des Simpson
Vous lisez un « bon article » labellisé en 2019.
Chronologie
Saison 13 Saison 15
La quatorzième saison des Simpson est diffusée pour la première fois aux États-Unis par la Fox entre le 3 novembre 2002 et le 18 mai 2003. En France, elle est diffusée du 6 septembre au 25 décembre 2003 sur Canal+ et en Belgique entre les 6 et 27 octobre 2003 sur Club RTL. En Suisse, elle était diffusée sur RTS Deux. L'auteur-producteur de la saison est Al Jean, qui produit vingt-et-un des vingt-deux épisodes, l'épisode Homer Like a Rolling Stone étant produit par Mike Scully. Cinq épisodes sont produits durant la saison précédente.
La quatorzième saison contient le 300e épisode de la série, officiellement Homer va le payer selon la chaîne, cependant il s'agit en fait de l'épisode Les Muscles de Marge. Lors de cette saison, l'animation par celluloïds est définitivement abandonnée au profit de l'animation par ordinateur à partir de l'épisode Qui veut tuer Homer ?.
La saison est plutôt bien accueillie par la critique et remporte deux Primetime Emmy Awards, celui du meilleur programme d'animation et celui du meilleur doublage pour Hank Azaria. Elle gagne également quatre Annie Awards et un Writers Guild of America Award. Les Simpson se positionne à la quarantième place des audiences de la saison aux États-Unis avec une moyenne de 13,5 millions de téléspectateurs par épisode. Il s'agit du troisième meilleur score de la Fox après American Idol et Joe Millionaire. Le coffret DVD de la saison, à l'effigie de Kang, sort en région 1 le 6 décembre 2011, en région 2 le 10 octobre de la même année et en région 4 le 2 novembre.

## Production

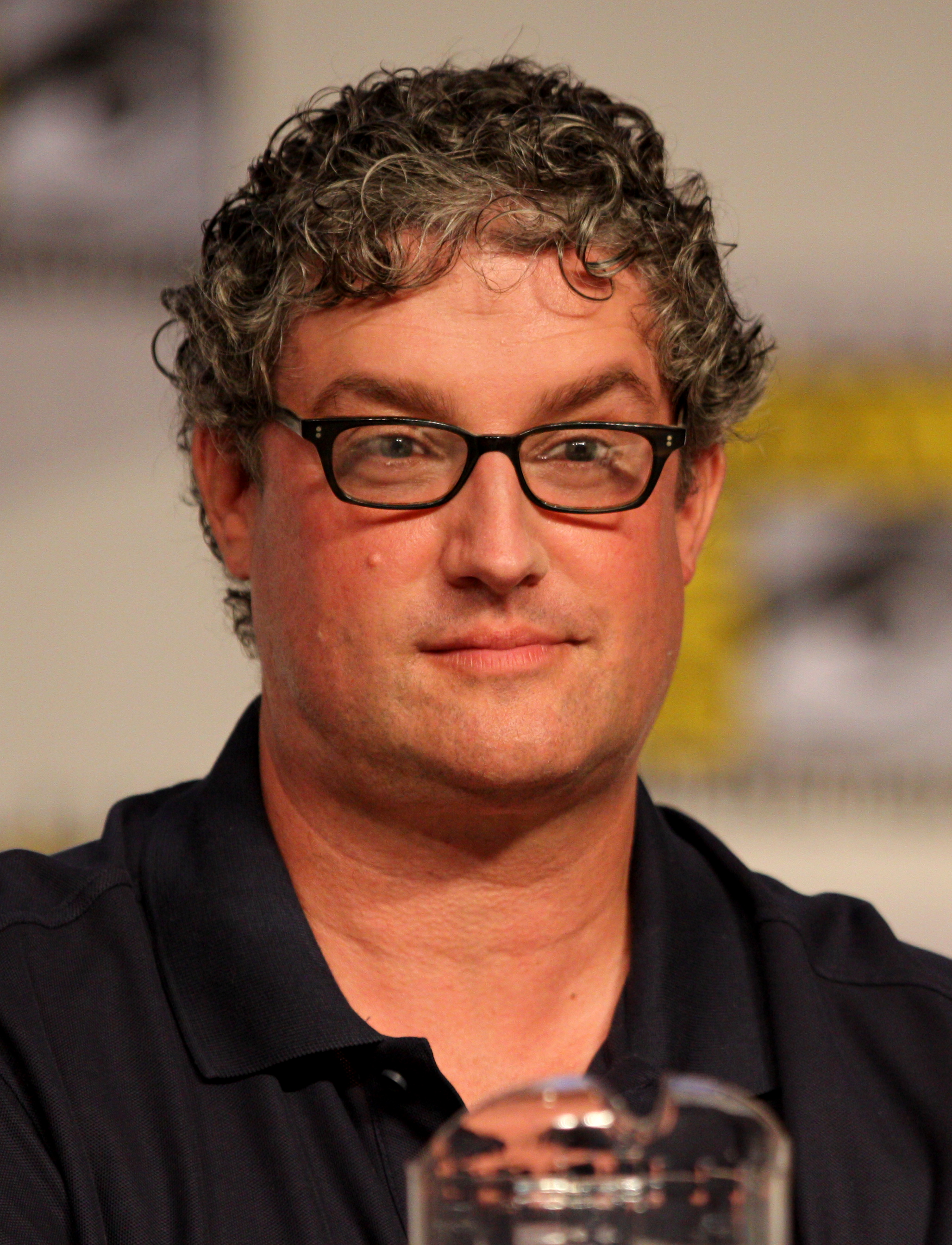
Al Jean est le show runner de la saison.

Al Jean est le nouveau show runner de la série Les Simpson depuis la treizième saison,. À ce titre il produit tous les épisodes de la saison, sauf l'épisode Homer Like a Rolling Stone produit par le show runner de la douzième saison, Mike Scully,. Al Jean qualifie son travail d'« enrichissant et avec beaucoup de responsabilités » et pense que « le fait que les gens aiment tellement cela » est « génial ». Il conserve ce poste pendant seize ans jusqu'à la vingt-huitième saison.
Marc Wilmore, Brian Kelley, Kevin Curran, Brian Pollack, Mert Rich, Dennis Snee, Sam O'Neal, Neal Boushell, Allen Glazier et J. Stewart Burns écrivent tous leur premier scénario lors de cette saison, alors qu'Andrew Kreisberg et Mike Scully quittent la série à son terme,. Chris Clements réalise quant à lui son premier épisode à cette occasion et Pete Michels son dernier,.
Le 16 février 2003, la Fox, chaîne qui diffuse Les Simpson aux États-Unis, célèbre le trois-centième épisode de la série avec Homer va le payer,. Cependant cet épisode est en fait le trois-cent-deuxième alors que le trois-centième est Les Muscles de Marge, diffusé le 2 février 2003,. L'épisode Homer va le payer fait d'ailleurs référence à cette erreur lorsque Marge demande à Lisa « combien de fois [elle] aura vu son père faire des choses complètement dingues » et qu'elle répond « 300 fois », ce à quoi Marge rétorque qu'elle aurait « juré que c'était 302, ! » Selon Ben Rayner du Toronto Star, « il est très difficile de trouver une réponse claire à la question pourquoi Homer va le payer a obtenu ce statut. Certains soutiennent que ce chiffre de 300 ne tient pas compte de deux épisodes spéciaux et la Fox maintient qu'il y a eu un décalage entre la date de diffusion originale programmée — en plein cœur de la vague d’audience du mois de février — et le nombre d'épisodes qui ont finalement été diffusés avant celle-ci ».
À l'orée de cette saison, Les Simpson est l'une des dernières séries à utiliser l'animation par celluloïds. Cette méthode est définitivement abandonnée au profit de l'animation par ordinateur à partir de l'épisode Qui veut tuer Homer ?.
La saison est diffusée pour la première fois aux États-Unis entre le 3 novembre 2002 et le 18 mai 2003. En France, elle est programmée du 6 septembre au 25 décembre 2003 sur Canal+ à 18 h 25,. En Belgique, elle est diffusée du 6 au 27 octobre 2003 sur Club RTL. Au cours de cette saison, seuls les personnages de Grady et Julio font leur première apparition.

## Accueil

### Audiences
Les épisodes de cette saison sont comme à l'accoutumée diffusés aux États-Unis à 20 h tous les dimanches. La saison se positionne à la vingt-quatrième place du classement des audiences américaines de la saison 2002-2003, avec une moyenne de 13,5 millions de téléspectateurs, soit une augmentation de 8,1 % par rapport à la saison précédente. Les Simpson est le troisième programme de la Fox le plus regardé après American Idol et Joe Millionaire.

### Réception critique
La quatorzième saison reçoit globalement des critiques positives. Le site High-Def Digest loue particulièrement le jeu d'acteur et le scénario, ajoutant que « la série contient de nombreux moments qui […] feront rire » et donnant la note de 3,5 étoiles sur un maximum de 5. Casey Broadwater de Blu-ray.com attribue la même note à la saison, et déclare qu'« après avoir revu tout cela pour la première fois depuis la diffusion de cette saison, [il doit] dire que la saison 14 a un très bon ratio rires par minute ». Le journaliste estime également que la série s'est améliorée par rapport aux saisons produites par Mike Scully et par rapport à la treizième saison. Jackson Cresswell, du site Collider, donne à la saison la note de B-, pensant qu'« en ce qui concerne la qualité générale de la saison, ce n'est pas toujours aussi bon que pour certaines saisons précédentes, mais dans l'évolution de la série et des personnages, c'est du solide ». Il ajoute que l'épisode Homer patron de la centrale est le meilleur de la saison avec La Foi d'Homer et Marge, chauffeur de maître et que Le Gay Pied, La Nouvelle Marge et Reality chaud sont les pires. Ryan Keeler de DVD Talk octroie à la saison la note de 4 sur 5 la qualifiant de « bon départ pour commencer à rafraîchir les choses ».
L'épisode Pour l'amour d'Edna prend la place du meilleur épisode de la saison dans le classement des meilleurs épisodes des vingt premières saisons, effectué par le site IGN en 2010. En août 2016, Robert Keeling de Den of Geek effectue la liste des cinquante meilleurs épisodes des Simpson, et aucun épisode de la saison n'y figure.

### Récompenses et nominations

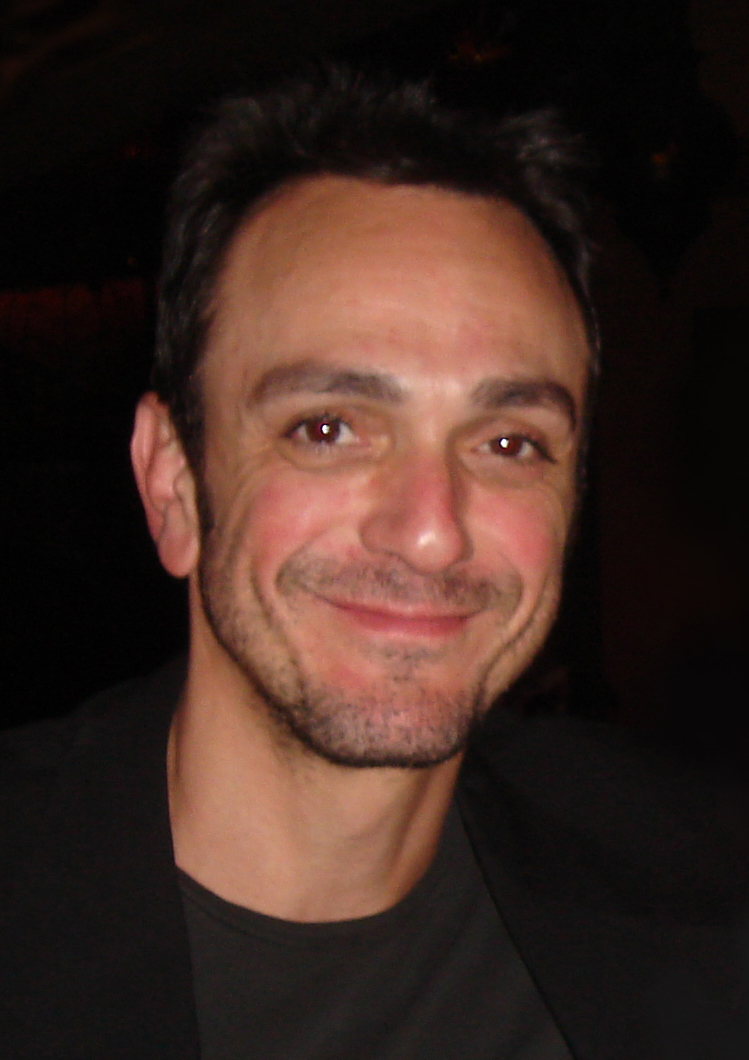
Hank Azaria remporte le Primetime Emmy Award du meilleur doublage pour son travail sur l'épisode Moe, le baby-sitter.

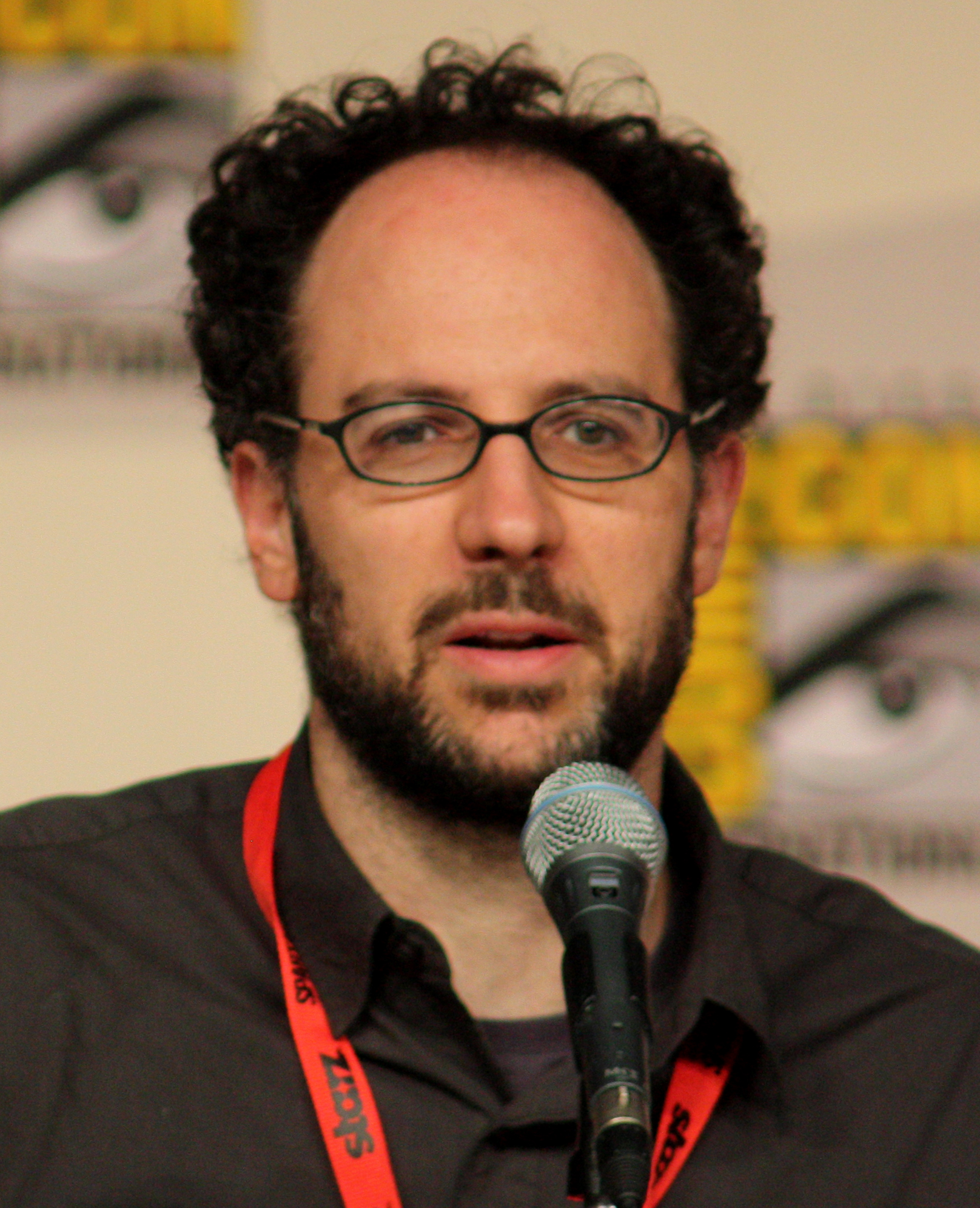
Matt Selman remporte un Writers Guild of America Award pour l'épisode Pour l'amour de Lisa.

Les épisodes de la quatorzième saison remportent plusieurs récompenses, dont deux Primetime Emmy Awards. Le Gay Pied devient le huitième épisode de la série à remporter le Primetime Emmy Award du meilleur programme d'animation. Hank Azaria remporte l'Emmy Award du meilleur doublage pour les différents rôles qu'il tient dans l'épisode Moe, le baby-sitter, notamment celui de Moe Szyslak. Il s'agit du troisième Emmy pour Hank Azaria dans cette catégorie. La chanson Tout le monde déteste Ned Flanders, composée par Alf Clausen, écrite par Ian Maxtone-Graham et Ken Keeler et tirée de l'épisode Le Tube qui tue est nommée dans la catégorie de la meilleure composition et écriture pour une musique dans une série.
La saison remporte également quatre Annie Awards, dont celui de la meilleure production animée pour la télévision pour la douzième fois consécutive. Les autres prix sont les suivants : meilleure réalisation pour une production animée pour la télévision pour Steven Dean Moore pour l'épisode La Guerre pour les étoiles, meilleure musique pour une production animée pour la télévision pour Alf Clausen, Ian Maxtone-Graham et Ken Keeler pour Le Tube qui tue et le meilleur scénario pour une production animée pour la télévision pour Matt Warburton pour Le Gay Pied. L'épisode Pour l'amour de Lisa, écrit par Matt Selman, remporte un Writers Guild of America Award dans la catégorie animation. Moe, le baby-sitter, écrit par J. Stewart Burns, est également nommé dans cette catégorie.
La série obtient aussi une nomination aux Golden Globes dans la catégorie de la meilleure série télévisée musicale ou comique. Il s'agit de la première nomination des Simpson dans cette récompense, mais elle est remportée par Larry et son nombril. L'épisode La Guerre pour les étoiles est nommé dans la catégorie du meilleur épisode comique télévisé des Environmental Media Awards et Chris Ledesma est nommé aux Golden Reel Awards dans la catégorie meilleur montage son pour une série télévisée pour son travail sur l'épisode La Nouvelle Marge,.

## Épisodes
| № | #  | Titre                                                                                               | Réalisation       | Scénario                                   | Première diffusion                 | Code de prod. | Audience (en millions) |
| --- | -- | --------------------------------------------------------------------------------------------------- | ----------------- | ------------------------------------------ | ---------------------------------- | ------------- | ---------------------- |
| 292 | 1  | Simpson Horror Show XIII (Spécial d’Halloween XIII) Treehouse of Horror XIII                        | David Silverman   | Marc Wilmore, Brian Kelley et Kevin Curran | 3 novembre 2002 6 juin 2003        | DABF19        | 16,7                   |
| Envoyez les clones : Homer, après avoir cassé son hamac, en rachète un autre auprès d'un marchant ambulant qui passait devant lui. Cependant, ce hamac a le pouvoir de cloner la personne qui s'y allonge. Homer en profite pour se multiplier afin de faire faire à ses clones toutes les tâches qu'il n'a pas envie d'effectuer. L'Effroi d'avoir à verser les armes : Lisa découvre par hasard la tombe d'un homme décédé en 1881, William H. Bonney. Elle apprend que son rêve était de vivre dans un monde sans arme. Elle décide alors de réaliser ce rêve en faisant en sorte que plus aucun habitant de la ville de Springfield ne possède d'armes. Mais un jour, William H. Bonney, qui n'est nul autre que Billy the Kid se réveille avec ses amis et, armés, hantent les rues springfieldiennes. L'Île du docteur Hibbert : Afin de passer quelques jours de vacances, le Dr Hibbert propose aux Simpson de venir sur son île privée. Arrivés là-bas, ils se rendent compte que le médecin aime accueillir des gens sur son île pour les transformer en créatures mi-animales, mi-humaines. |    | |                   |                                            |                                    |               |                        |
| 293 | 2  | Homer Like a Rolling Stone (Homer revient toujours au Rock'n'Roll) How I spent my strummer vacation | Mike B. Anderson  | Mike Scully                                | 10 novembre 2002 8 novembre 2003   | DABF22        | 12,5                   |
| Homer se rend au bar de Moe mais, par manque d'argent, ne peut pas y acheter de bière. Il trouve alors d'autres moyens de se saouler et doit rentrer chez lui en taxi. Ce taxi est muni d'une caméra cachée et retransmet la discussion d'Homer lors d'une émission télévisée. C'est ainsi que sa famille apprend qu'Homer ne peut pas vivre ses rêves à cause d'eux. D'abord en colère, ils décident ensuite de lui offrir un séjour intensif de rock 'n' roll avec comme professeurs les Rolling Stones, Lenny Kravitz, Elvis Costello, Tom Petty et Brian Setzer. |    | |                   |                                            |                                    |               |                        |
| 294 | 3  | Frère et Sœur ennemis (L'Un redouble, l'autre pas) Bart vs. Lisa vs. the Third Grade                | Steven Dean Moore | Tim Long                                   | 17 novembre 2002 20 septembre 2003 | DABF20        | 13,3                   |
| Sous l'impulsion de Bart, Homer décide d'acheter une parabole pour changer un peu ses habitudes télévisuelles. Le père et le fils deviennent alors accros aux programmes du câble. Cette addiction conduit Bart à un échec au grand test d'évaluation du CE2 et donc à le redoubler. Lisa se retrouve alors dans la même classe que son frère et va tout faire pour être meilleure que lui. |    | |                   |                                            |                                    |               |                        |
| 295 | 4  | La Nouvelle Marge (Y'a de la Marge au balcon) Large Marge                                           | Jim Reardon       | Ian Maxtone-Graham                         | 24 novembre 2002 27 septembre 2003 | DABF18        | 17,4                   |
| Sur un chantier pour les sans-abri, Homer se fait draguer par Lindsey Naegle. Marge s'apercevant de ceci se demande si son mari la trouve toujours attirante. Conseillée par Manjula elle décide de se faire liposucer. Cependant pendant l'opération, le chirurgien commet une erreur et lui pose des implants mammaires. |    | |                   |                                            |                                    |               |                        |
| 296 | 5  | Reality chaud (Occupation Quintuple) Helter Shelter                                                 | Mark Kirkland     | Brian Pollack et Mert Rich                 | 1er décembre 2002 4 octobre 2003   | DABF21        | 15,1                   |
| Homer se fait assommer par un tuyau dans la centrale nucléaire sous les yeux de M. Burns et de Smithers. Pour éviter une poursuite judiciaire, ils décident de lui offrir des places pour assister à un match de hockey avec toute sa famille. Là-bas Lisa se fait offrir une crosse et le soir venu Homer la pose au-dessus de son lit. Il s'avère que cette crosse était pleine de termites : les Simpson sont alors contraints de quitter leur domicile pendant six mois. Pour ne pas avoir à chercher un nouveau toit ils décident de participer à une émission de téléréalité qui les plongent en 1895. |    | |                   |                                            |                                    |               |                        |
| 297 | 6  | Qui veut tuer Homer ? (Qui veut la peau de Homer Simpson?) The Great Louse Detective                | Steven Dean Moore | John Frink et Don Payne                    | 15 décembre 2002 10 novembre 2003  | EABF01        | 15,5                   |
| Dans un centre de relaxation, Homer se fait piéger dans un sauna : un inconnu augmente la température et bloque la porte pour le tuer. Sauvé, il demande au Chef Wiggum d'enquêter. Ce dernier fait appel à l'expertise de Tahiti Bob qui accepte à condition de pouvoir rester avec les Simpson vingt-quatre heures sur vingt-quatre. Heureusement, la police lui pose une puce électrique pour surveiller ses faits et gestes. |    | |                   |                                            |                                    |               |                        |
| 298 | 7  | Pour l'amour d'Edna (L'Éruption de l'Edna) Special Edna                                             | Bob Anderson      | Dennis Snee                                | 5 janvier 2003 18 octobre 2003     | EABF02        | 15,0                   |
| Bart, après avoir reçu une mauvaise note pour son devoir sur la Première Guerre mondiale, s'aperçoit que Seymour Skinner s'occupe plus de sa mère que de Mme Krapabelle. Le garçon décide alors de l'inviter au cinéma et la propose au titre de meilleure enseignante de l'année. Elle passe les nominations et doit se rendre à Orlando pour la cérémonie de remise des prix. Mais Skinner ne voulant pas perdre son aimée, fait tout pour qu'elle n'obtienne pas la récompense. |    | |                   |                                            |                                    |               |                        |
| 299 | 8  | Pour l'amour de Lisa (Le Père qui en savait trop peu) The Dad Who Knew Too Little                   | Mark Kirkland     | Matt Selman                                | 12 janvier 2003 25 octobre 2003    | EABF03        | 12,8                   |
| Le jour de son anniversaire, Homer offre à Lisa un film personnalisé plutôt que le journal intime qu'elle désirait tant. De surcroît, ce film personnalisé montre qu'Homer ne connaît absolument pas sa fille. Lisa est alors très contrariée. Pour mieux la connaître Homer engage un détective privé. Lorsque ce dernier lui montre la facture, Homer refuse de payer. Le détective met alors en scène un crime pour qu'Homer et Lisa soient accusés. Lorsque la police débarque pour les arrêter, Homer s'enfuit avec sa fille. |    | |                   |                                            |                                    |               |                        |
| 300 | 9  | Les Muscles de Marge (Quand elle me tient dans ses bras) Strong arms of the Ma                      | Pete Michels      | Caroline Omine                             | 2 février 2003 15 novembre 2003    | EABF04        | 15,4                   |
| En sortant du Kwik-E-Mart, où elle s'est arrêtée pour changer Maggie en urgence, Marge se fait agresser et voler son précieux collier. Sous le choc, elle devient agoraphobe et décide de se réfugier au sous-sol de la maison, où elle n'a rien d'autre à faire qu'utiliser les appareils de musculation qu'Homer avait achetés à Rainier Wolfcastle quelques jours plus tôt. Cette occupation lui fait reprendre confiance en elle. |    | |                   |                                            |                                    |               |                        |
| 301 | 10 | La Foi d'Homer (Ne priez rien avant juin de l'année prochaine) Pray Anything                        | Michael Polcino   | Sam O'Neal et Neal Boushell                | 9 février 2003 22 novembre 2003    | EABF06        | 13,4                   |
| Lors d'un match de basket où assiste la famille Simpson, Ned Flanders gagne un chèque de 50 000 dollars. Homer apprend que Ned tire sa chance de ses prières. Il décide alors de faire de même. Quelques jours plus tard, il sort de l'église et se casse la jambe dans un trou. Sur les conseils de son avocat, il porte plainte contre l'église. Obtenant gain de cause, il devient propriétaire de cette dernière et le révérend Lovejoy se retrouve au chômage. |    | |                   |                                            |                                    |               |                        |
| 302 | 11 | Homer va le payer (Chambre en Bart) Barting Over                                                    | Matthew Nastuk    | Andrew Kreisberg                           | 16 février 2003 29 novembre 2003   | EABF05        | 21,3                   |
| Au cours du grand ménage de printemps, Bart et Lisa trouvent un carton rempli de cassettes. En les regardant, ils trouvent une vieille publicité tournée par Bart lorsqu'il était bébé. Furieux de n'avoir jamais été mis au courant de cette publicité, il demande à ses parents des explications. Marge lui apprend alors que l'argent qu'il a gagné a été placé à la banque pour ses futures études. Toutefois Homer les informe qu'il a tout dépensé. Bart porte plainte contre ses parents et obtient l'émancipation et une retenue sur le salaire de son père jusqu'à ce qu'il soit entièrement remboursé. Il quitte alors la maison familiale pour aller vivre dans un loft, où son voisin n'est autre que le skateur Tony Hawk. |    | |                   |                                            |                                    |               |                        |
| 303 | 12 | La Reine de l'orthographe (J'épèle au loin) I'm Spelling as Fast I Can                              | Nancy Kruse       | Kevin Curran                               | 16 février 2003 6 décembre 2003    | EABF07        | 22,1                   |
| Le jour de la rentrée des classes, le principal Skinner organise un concours d'orthographe. Lisa termine première de son école et se trouve qualifiée pour les jeux Ortholympiques nationaux. Pendant ce temps, Homer devient accro au « Ribwich », le nouveau burger du Krusty Burger. Lorsqu'il apprend que la venue du sandwich à Springfield est temporaire et qu'il va partir en tournée dans tout le pays, il décide de le suivre road trip, plutôt que d'aller supporter sa fille. |    | |                   |                                            |                                    |               |                        |
| 304 | 13 | Le Péché de Ned (La Conversion d'une star) A Star is Born Again                                     | Michael Marcantel | Brian Kelley                               | 6 mars 2003 13 décembre 2003       | EABF08        | 14,4                   |
| Lors de la Fête des méduses, tout le monde profite de la soirée en amoureux, sauf Ned Flanders qui est seul. Déprimé, il décide de retourner à sa boutique. Là-bas une jeune femme entre pour faire un achat et tombe sous le charme de Ned. Après plusieurs rendez-vous, Ned se rend compte que sa conquête n'est autre que Sara Sloane, une star hollywoodienne. Très vite la presse people s'empare de cette affaire et Ned Flanders fait la une de tous les tabloïds. |    | |                   |                                            |                                    |               |                        |
| 305 | 14 | Le Député Krusty (À hauteur de clown) Mr Spritz Goes to Washington                                  | Lance Kramer      | John Swartzwelder                          | 9 mars 2003 20 décembre 2003       | EABF09        | 14,4                   |
| Agacés par le tremblement des murs dû aux passages aériens au-dessus de leur maison, les Simpson décident d'aller se plaindre aux autorités. Celles-ci ne pouvant rien faire, Lisa leur propose d'aller voir le député. Ce dernier décède pendant leur entretien ce qui provoque de nouvelles élections. Bart demande à Krusty de se présenter. |    | |                   |                                            |                                    |               |                        |
| 306 | 15 | Homer patron de la centrale (Le Beigne du businessman) C.E. D'Oh                                    | Mike B. Anderson  | Dana Gould                                 | 16 mars 2003 27 décembre 2003      | EABF10        | 13,0                   |
| Alors qu'Homer prend soin de Marge lors de la Saint-Valentin, celle-ci s'endort précipitamment, poussant son mari à aller chercher des réponses en errant dans les rues de Springfield. Sa recherche le mène à une école où il prend des cours de striptease, puis où on lui apprend à reprendre sa vie en main. Le lendemain, il décide de mettre à profit les conseils qu'il a reçus et surveille ses collègues à la centrale pour gagner l'estime de son patron, Charles Montgomery Burns. Il se rend compte par la suite que le propriétaire de la centrale est en fait un canari. |    | |                   |                                            |                                    |               |                        |
| 307 | 16 | La Guerre pour les étoiles (La Guéguerre des étoiles) Scuse Me While I Miss the Sky                 | Steven Dean Moore | Dan Greaney et Allen Glazier               | 30 mars 2003 17 décembre 2003      | EABF11        | 12,6                   |
| Un journaliste fait un reportage sur l'école de Springfield. Durant le tournage, il se montre désagréable avec Lisa et lui conseille de choisir sa voie avant qu'il ne soit trop tard. Alors qu'elle est au musée d'histoire naturelle, un reportage la persuade de devenir astronome. Elle s'achète alors un télescope et se rend compte que les lumières de la ville polluent sa vision. Elle lance alors une pétition pour que les Springfieldiens réduisent leur consommation d'électricité. |    | |                   |                                            |                                    |               |                        |
| 308 | 17 | Le Gay Pied (Le cœur brisé d'Homer) Three Gays of the Condo                                         | Mark Kirkland     | Matt Warburton                             | 13 avril 2003 18 décembre 2003     | EABF12        | 12,0                   |
| Alors que les Simpson cherchent la dernière pièce manquante d'un puzzle géant, Homer trouve une boîte renfermant les souvenirs de Marge, et notamment une lettre où elle avoue n'être restée avec Homer que parce qu'elle était enceinte. Le lendemain, une violente dispute éclate entre les deux. Homer décide donc de passer quelques jours chez Kirk van Houten. Très vite lassé des complaintes de ce vieux célibataire endurci, il retourne à la maison. Sur le chemin il découvre une petite annonce de recherche de colocataire. Il décide alors d'aller rencontrer ses futurs colocataires, qui vivent dans le quartier gay de Springfield. |    | |                   |                                            |                                    |               |                        |
| 309 | 18 | Le Tube qui tue (Les Apprentis-gnochons) Dude, Where's My Ranch?                                    | Chris Clements    | Ian Maxtone-Graham                         | 22 avril 2003 20 décembre 2003     | EABF13        | 11,7                   |
| Lorsque Les Simpson se font accuser d'avoir chanter une chanson de Noël à l'avocat de M. Burns sans avoir payé de redevances à son auteur, Homer décide donc de composer lui-même une chanson en s'inspirant de la « stupidité » de Ned Flanders. La chanson devient très vite un tube, et lassée de l’entendre partout, la famille se réfugie dans un ranch éloigné de tout. Lisa est dans un premier temps sceptique sur ce lieu, mais elle rencontre un jeune garçon qui commence à lui plaire. |    | |                   |                                            |                                    |               |                        |
| 310 | 19 | Le Chien-chien à son Homer (Les Dents de la bière) Old Yeller-Belly                                 | Bob Anderson      | John Frink et Don Payne                    | 27 avril 2003 22 décembre 2003     | EABF14        | 11,6                   |
| Pendant que Bart et ses copains se réunissent dans la cabane, Lisa et ses copines font de même. Découvrant cela, les garçons décident de les espionner. En tirant sur la corde qui permettait au garçons de les écouter, les filles détruisent la cabane de Bart. Pour la reconstruire, Marge fait appel aux Amish. En allumant une lumière un court-circuit se déclenche et emprisonne Homer dans les flammes. Alors que Petit Papa Noël reste inactif face à la détresse d'Homer, c'est le chat Boule de Neige II qui arrive à le sauver. Bart et Lisa vont alors essayer de redorer le blason du chien dans le cœur de leur père. |    | |                   |                                            |                                    |               |                        |
| 311 | 20 | Marge, chauffeur de maître (Zéro de conduite) Brake My Wife, Please                                 | Pete Michels      | Tim Long                                   | 11 mai 2003 23 décembre 2003       | EABF15        | 10,6                   |
| En visite dans un aquarium, Bart plonge dans un des bassins et se fait attaquer par différents animaux marins. À l'hôpital, Marge supplie Homer d'acheter un téléphone mobile pour pouvoir être joignable à tout moment. Il accepte et achète également de nombreux gadgets qui encombrent sa voiture, ce qui le mène à quitter la route et à atterrir dans l'eau. Il se fait alors retirer son permis et Marge doit le remplacer dans tous ses déplacements. Pendant ce temps Homer découvre les avantages de la marche à pied. |    | |                   |                                            |                                    |               |                        |
| 312 | 21 | Et la cavalerie arriva (Les Tuques de la guerre) The Bart of War                                    | Michael Polcino   | Marc Wilmore                               | 18 mai 2003 24 décembre 2003       | EABF16        | 12,1                   |
| Bart et Milhouse pénètrent dans la maison des Flanders et plus particulièrement dans la pièce consacrée aux Beatles. Croyant que sa maison a été cambriolée, Ned avertit la police qui retrouve les deux enfants. Plutôt que de sévèrement les punir, Ned préfère qu'ils soient obligés de constamment rester sous la surveillance d'un adulte. Marge décide de leur faire pratiquer l'activité « Guerriers indiens préados » et Homer accepte d'être le chef de la tribu. Mais en sa compagnie, les enfants s'ennuient. Lorsque Marge leur montre des signaux de fumée, ils décident de la nommer nouvelle cheffe. |    | |                   |                                            |                                    |               |                        |
| 313 | 22 | Moe, le baby-sitter (Prendre un enfant par le Moe) Moe Baby Blues                                   | Lauren MacMullan  | J. Stewart Burns                           | 18 mai 2003 25 décembre 2003       | EABF17        | 13,4                   |
| Après avoir été renvoyé de la cérémonie organisée en l'honneur de la floraison de la fleur de Sumatra, Moe décide de se suicider en se jetant du pont de la ville. Mais lorsqu'il tend les bras pour se jeter, il rattrape Maggie qui a été éjectée de la voiture à cause des embouteillages. À partir de ce moment, le barman retrouve goût à la vie et se lie d'un amour paternel avec Maggie. Alors que Marge appelle Moe régulièrement pour garder Maggie, un jour elle disparaît. |    | |                   |                                            |                                    |               |                        |

## Invités

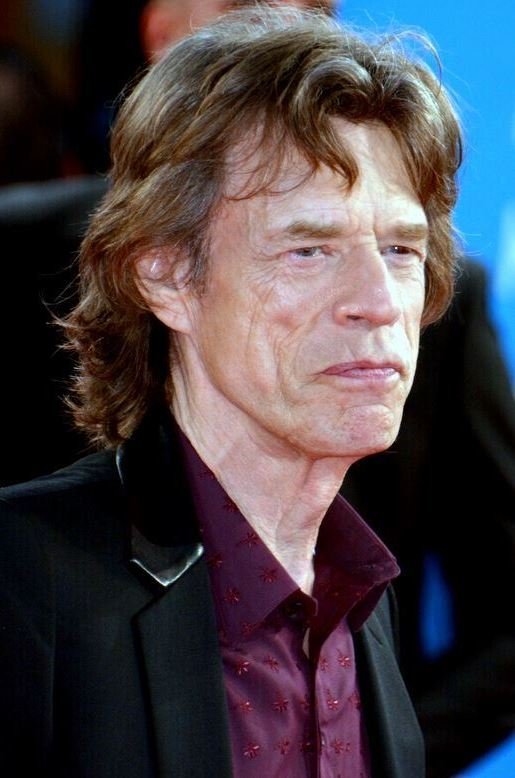
Le chanteur Mick Jagger tient son propre rôle dans l'épisode Homer Like a Rolling Stone aux côtés d'Elvis Costello, Lenny Kravitz, Tom Petty, Keith Richards et Brian Setzer.

La série Les Simpson fait souvent appel à des guest stars afin qu'elles prêtent leur voix à un personnage ou qu'elles interprètent leur propre rôle. Trente-trois célébrités font partie du casting de cette quatorzième saison. Les six premières sont les rockeurs Elvis Costello, Mick Jagger, Lenny Kravitz, Tom Petty, Keith Richards et Brian Setzer qui apparaissent dans le deuxième épisode Homer Like a Rolling Stone en tant qu'instructeurs d'Homer et d'autres habitants de Springfield au Rock 'n Roll Fantasy Camp dirigé par les Rolling Stones. L'épisode Frère et Sœur ennemis crédite le chanteur américain Tony Bennett comme guest star même si ses répliques sont extraites d'archives audio,. Dans l'épisode La Nouvelle Marge, Bart et Milhouse regardent à la télévision un court passage dans lequel Adam West et Burt Ward reprennent leurs rôles de Batman et Robin. Dans le même épisode, Marge entend à la radio un passage de la chanson Who Let the Dogs Out? interprétée par les Baha Men. Dans l'épisode suivant Reality chaud, Squiggy, le personnage de la série Laverne and Shirley interprété par David Lander, vient vivre chez les Simpson et le boxeur américain Larry Holmes incarne son propre rôle.

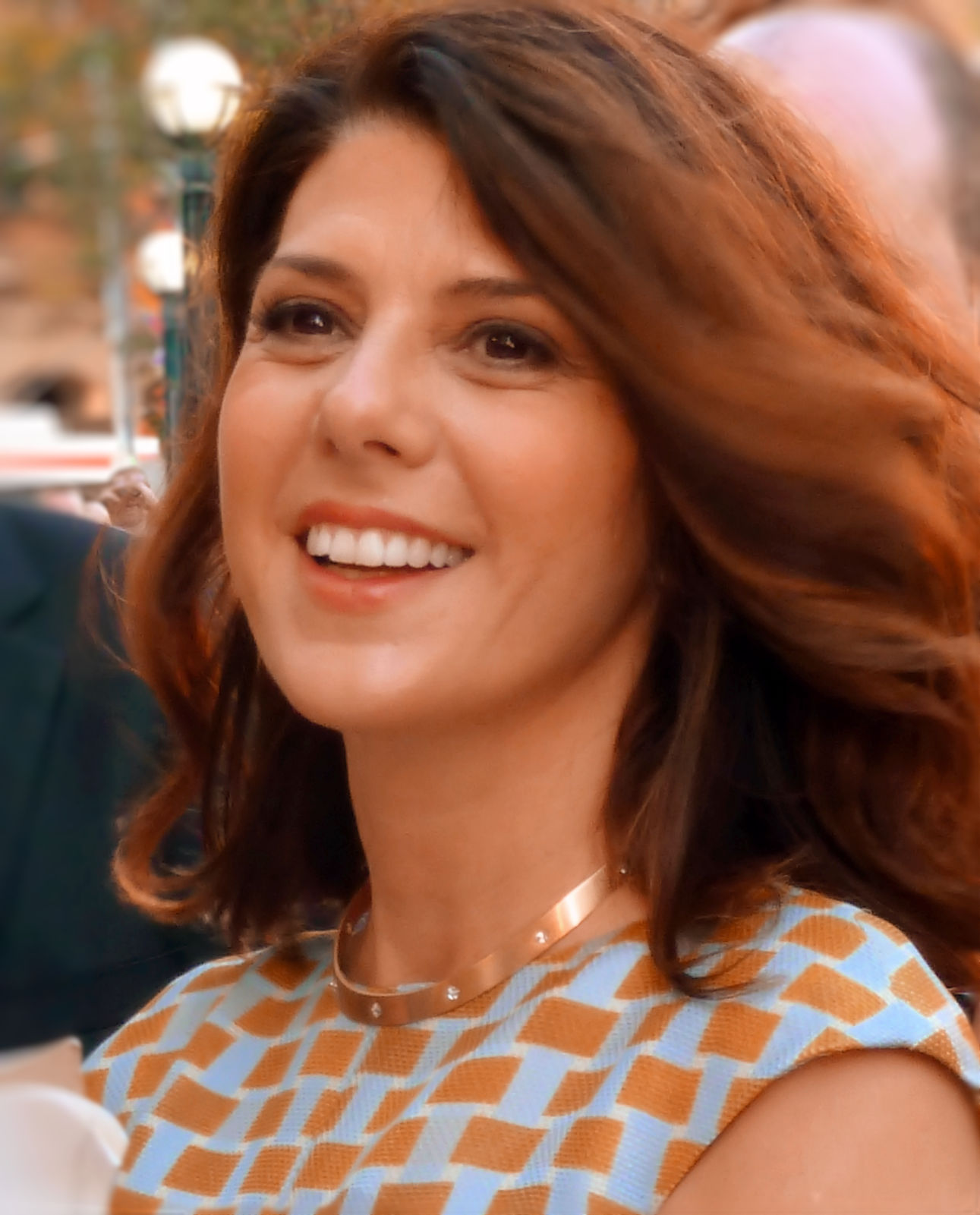
Marisa Tomei donne voix au personnage de Sara Sloane, la conquête de Ned Flanders dans l'épisode Le Péché de Ned.

L'auteur-compositeur-interprète Little Richard apparaît dans son propre rôle dans l'épisode Pour l'amour d'Edna à l'école élémentaire de Springfield où il remet le prix de l'enseignant de l'année à Mme Krapabelle. Elliott Gould fait une courte apparition dans la piscine de Krusty dans l'émission Piaule diffusée au début de l'épisode Pour l'amour de Lisa. L'épisode La Foi d'Homer fait intervenir la basketeuse Lisa Leslie et le producteur et réalisateur Ken Burns dans leur propre rôle. Dans l'épisode suivant, Homer va le payer, le groupe de pop punk Blink-182 et le skateboarder Tony Hawk cohabitent dans un appartement voisin de celui de Bart. Dans La Reine de l'orthographe Lisa participe aux 34e jeux Ortholympiques, un concours d'orthographe animé par le cofondateur de la revue littéraire The Paris Review, George Plimpton. Helen Fielding est invitée en tant qu'auteure du Journal de Bridget Jones dans le club de lecture de Marge de l'épisode Le Péché de Ned. Dans le même épisode la conquête amoureuse de Ned Flanders, Sara Sloane, est interprétée par l'actrice américaine Marisa Tomei et ce dernier rêve qu'il lui arrive de mauvaises choses à Hollywood où il rencontre le producteur des Simpson, James L. Brooks. Declan Desmond, le réalisateur de documentaires accueilli par le Principal Skinner au début de l'épisode La Guerre pour les étoiles est doublé par Eric Idle, membre de la troupe comique britannique des Monty Python.

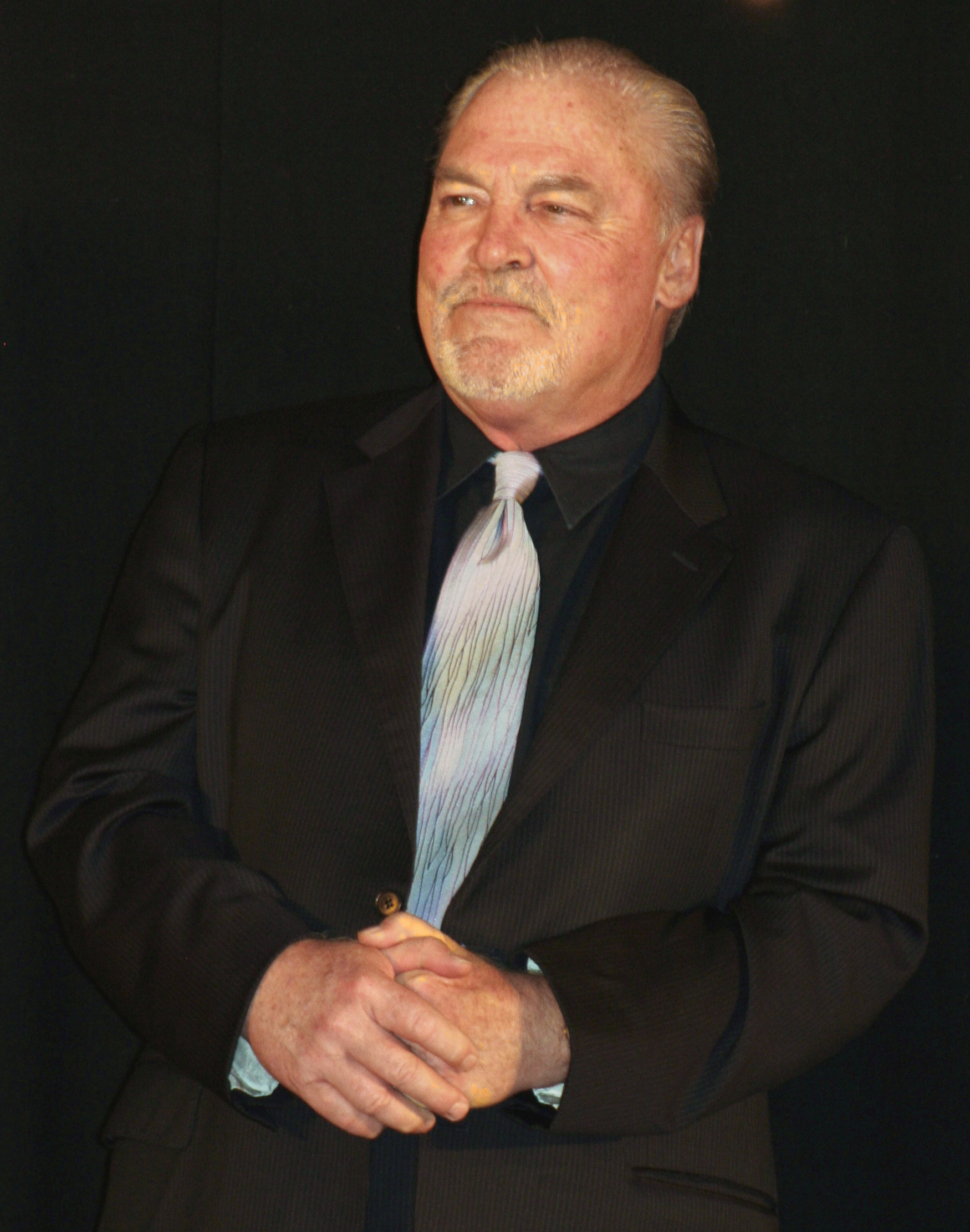
Dans l'épisode Le Chien-chien à son Homer, le président de la Duff, Howard K. Duff est interprété par Stacy Keach.

Dans Le Gay Pied, Julio et Grady, un couple homosexuel, accueillent Homer dans leur appartement et c'est l'acteur canadien Scott Thompson qui donne voix à Grady. Le chanteur "Weird Al" Yankovic fait également un caméo où il chante la chanson Homer et Marge, parodie de la chanson de John Mellencamp, Jack & Diane. L'épisode suivant, Le Tube qui tue, fait appel à Jonathan Taylor Thomas pour interpréter Luke Stetson, le jeune cow-boy dont s'amourache Lisa, à Andy Serkis pour le rôle de l'assistant nettoyeur de Cookie et à David Byrne le cofondateur du groupe américain Talking Heads pour tenir son propre rôle. Les acteurs américains Stacy Keach et John Kassir interviennent dans l'épisode Le Chien-chien à son Homer dans le rôle du directeur de la Duff, Howard K. Duff VIII pour le premier et dans ceux de différents animaux comme le serpent Cactus ou le requin Duff pour le second. Enfin, dans l'épisode suivant, Marge, chauffeur de maître, deux célébrités participent à une chanson : Steve Buscemi et Jackson Browne.

## Sortie DVD et Blu-ray
La quatorzième saison est commercialisée par la 20th Century Studios Home Entertainment} aux États-Unis et au Canada le 6 décembre 2011. Outre les épisodes de la saison, le DVD contient des bonus, des animatiques, des scènes coupées, des commentaires audio pour chaque épisode, etc.. Comme pour les saisons précédentes, le coffret sort en deux formats différents, le format rectangulaire habituel et une « édition collector limité » dont la forme reprend, cette année-là, celle de la tête de Kang.
| L'intégrale de la saison 14 | | | | |
| Détails | Détails | Détails | Détails | Caractéristiques |
| - 22 épisodes - 3 disques (Blu-ray) - 4 disques (DVD) - Aspect ratio 1,33:1 - Langues : - Anglais (Dolby Digital 5.1, avec sous-titres) - Français (Dolby Digital) - Espagnol (Dolby Digital, avec sous-titres) | - 22 épisodes - 3 disques (Blu-ray) - 4 disques (DVD) - Aspect ratio 1,33:1 - Langues : - Anglais (Dolby Digital 5.1, avec sous-titres) - Français (Dolby Digital) - Espagnol (Dolby Digital, avec sous-titres) | - 22 épisodes - 3 disques (Blu-ray) - 4 disques (DVD) - Aspect ratio 1,33:1 - Langues : - Anglais (Dolby Digital 5.1, avec sous-titres) - Français (Dolby Digital) - Espagnol (Dolby Digital, avec sous-titres) | - 22 épisodes - 3 disques (Blu-ray) - 4 disques (DVD) - Aspect ratio 1,33:1 - Langues : - Anglais (Dolby Digital 5.1, avec sous-titres) - Français (Dolby Digital) - Espagnol (Dolby Digital, avec sous-titres) | - Un petit mot hanté de Matt Groening - Commentaires audio pour chaque épisode - Multi-Angle Déroulé de l’animation Moe, le baby-sitter - Scènes coupées avec ou sans commentaires - Simpson Horror Show XIII - Homer Like a Rolling Stone - La Nouvelle Marge - Reality chaud - Qui veut tuer Homer ? - Pour l'amour d'Edna - Les Muscles de Marge - La Foi d'Homer - Homer va le payer - Le Péché de Ned - Le Député Krusty - La Guerre pour les étoiles - Le Tube qui tue - Et la cavalerie arriva - Option linguistique - Le Gay Pied - Portugais - Tchèque - Allemand - Italien - Les voix du Rock’n’roll - Homer va le payer : le 300ème épisode - Introduction au Simpson Horror Show - Les parodies cultes du Simpson Horror Show - Kang et Kodos, les aliens du Simpson Horror Show - Galerie de croquis - Épisodes bonus (uniquement en Blu-ray) - Simpson Horror Show V - Simpson Horror Show VI |
| Dates de sorties | | | | - Un petit mot hanté de Matt Groening - Commentaires audio pour chaque épisode - Multi-Angle Déroulé de l’animation Moe, le baby-sitter - Scènes coupées avec ou sans commentaires - Simpson Horror Show XIII - Homer Like a Rolling Stone - La Nouvelle Marge - Reality chaud - Qui veut tuer Homer ? - Pour l'amour d'Edna - Les Muscles de Marge - La Foi d'Homer - Homer va le payer - Le Péché de Ned - Le Député Krusty - La Guerre pour les étoiles - Le Tube qui tue - Et la cavalerie arriva - Option linguistique - Le Gay Pied - Portugais - Tchèque - Allemand - Italien - Les voix du Rock’n’roll - Homer va le payer : le 300ème épisode - Introduction au Simpson Horror Show - Les parodies cultes du Simpson Horror Show - Kang et Kodos, les aliens du Simpson Horror Show - Galerie de croquis - Épisodes bonus (uniquement en Blu-ray) - Simpson Horror Show V - Simpson Horror Show VI |
| Région 1 | Région 2 | Région 4 | | - Un petit mot hanté de Matt Groening - Commentaires audio pour chaque épisode - Multi-Angle Déroulé de l’animation Moe, le baby-sitter - Scènes coupées avec ou sans commentaires - Simpson Horror Show XIII - Homer Like a Rolling Stone - La Nouvelle Marge - Reality chaud - Qui veut tuer Homer ? - Pour l'amour d'Edna - Les Muscles de Marge - La Foi d'Homer - Homer va le payer - Le Péché de Ned - Le Député Krusty - La Guerre pour les étoiles - Le Tube qui tue - Et la cavalerie arriva - Option linguistique - Le Gay Pied - Portugais - Tchèque - Allemand - Italien - Les voix du Rock’n’roll - Homer va le payer : le 300ème épisode - Introduction au Simpson Horror Show - Les parodies cultes du Simpson Horror Show - Kang et Kodos, les aliens du Simpson Horror Show - Galerie de croquis - Épisodes bonus (uniquement en Blu-ray) - Simpson Horror Show V - Simpson Horror Show VI |
| 6 décembre 2011 | 10 octobre 2011 | 2 novembre 2011 | | - Un petit mot hanté de Matt Groening - Commentaires audio pour chaque épisode - Multi-Angle Déroulé de l’animation Moe, le baby-sitter - Scènes coupées avec ou sans commentaires - Simpson Horror Show XIII - Homer Like a Rolling Stone - La Nouvelle Marge - Reality chaud - Qui veut tuer Homer ? - Pour l'amour d'Edna - Les Muscles de Marge - La Foi d'Homer - Homer va le payer - Le Péché de Ned - Le Député Krusty - La Guerre pour les étoiles - Le Tube qui tue - Et la cavalerie arriva - Option linguistique - Le Gay Pied - Portugais - Tchèque - Allemand - Italien - Les voix du Rock’n’roll - Homer va le payer : le 300ème épisode - Introduction au Simpson Horror Show - Les parodies cultes du Simpson Horror Show - Kang et Kodos, les aliens du Simpson Horror Show - Galerie de croquis - Épisodes bonus (uniquement en Blu-ray) - Simpson Horror Show V - Simpson Horror Show VI |